# Tutti qui (singolo)
Tutti qui è una canzone del cantautore italiano Claudio Baglioni pubblicata nel 2005 come unico singolo estratto dal best of omonimo nonché il primo singolo del cantautore ad essere pubblicato in formato digitale.
Il video della canzone vede Baglioni cantare la canzone in uno sfondo nero che a metà del video diventa bianco; durante la sua esecuzione compaiono vari spezzoni tratte delle sue esibizioni passate dagli anni settanta ai giorni nostri.